# Palazzo di Sangro

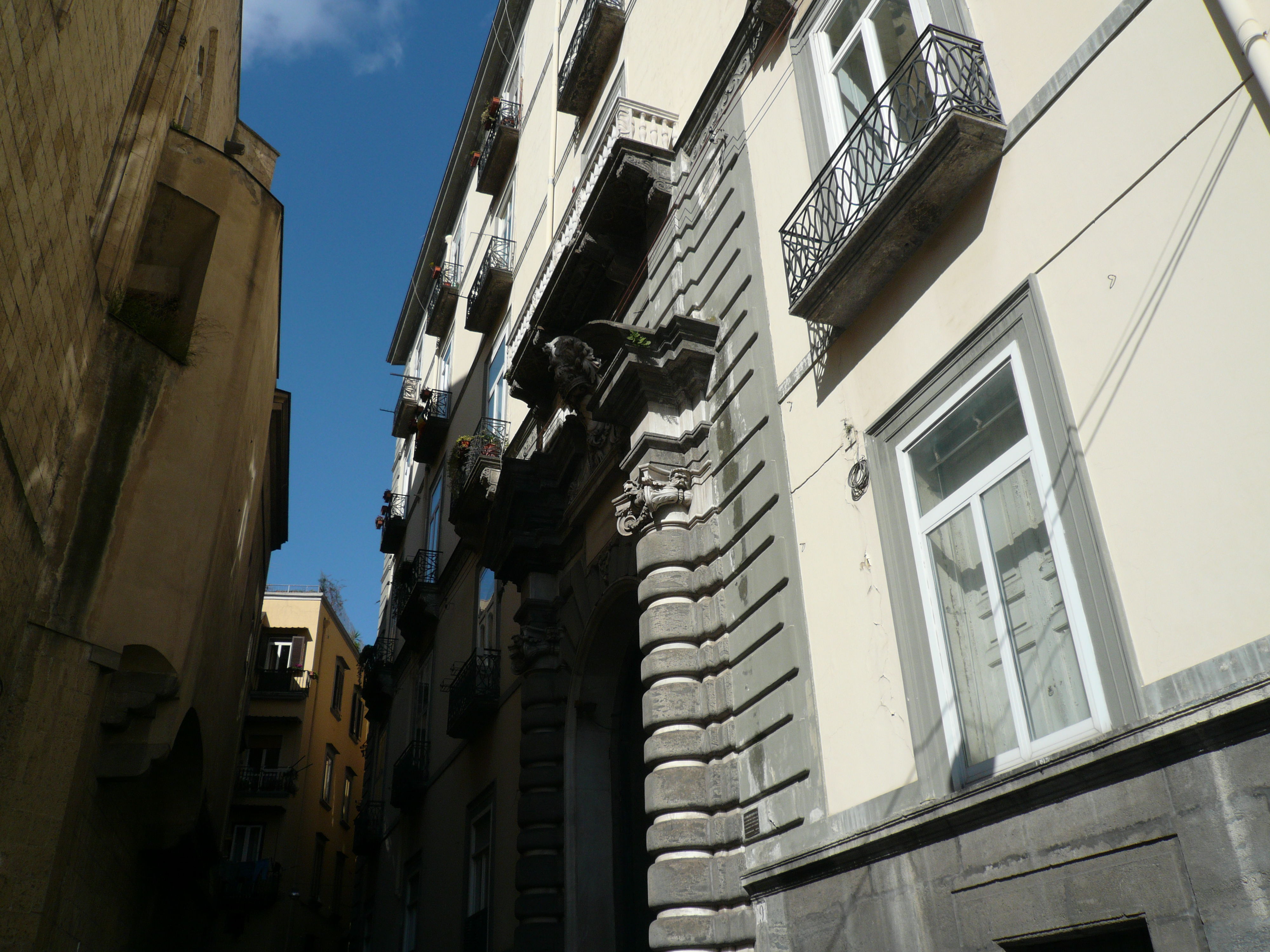
Palazzo di Sangro in Neapel: Innenhof und pseudo-venezianisches Fenster

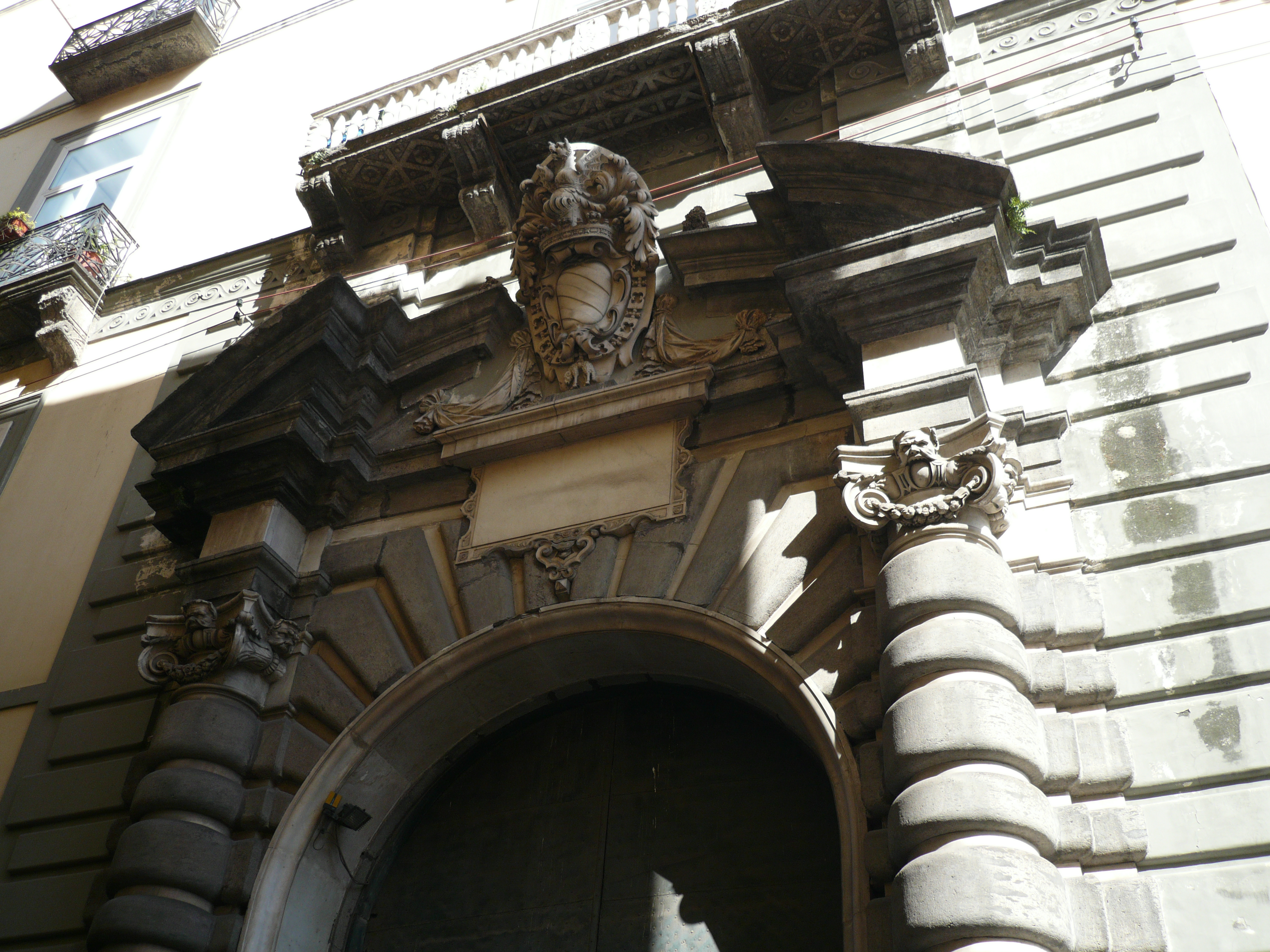
Verzierungen über dem Eingangsportal des Palastes

Der Palazzo di Sangro ist ein Palast aus dem 16. Jahrhundert im Viertel Porto in Neapel in der italienischen Region Kampanien. Er liegt im Vico San Domenico Maggiore, 9.

## Geschichte
Das Gebäude wurde im 16. Jahrhundert im Auftrag von Giovan Francesco Paolo di Sangro, dem ersten Prinz von San Severo, als seine Familienresidenz nach Plänen des Bildhauers und Architekten Giovanni da Nola errichtet.
Der Bauherr ließ im Garten des Palastes die Kirche Santa Maria della Pietà als Grabkapelle seiner Familie und Ersatz für einen Votivschrein errichten. Sein Sohn Alessandro, Patriarch von Alexandria und Erzbischof von Benevent, setzte das väterliche Werk fort und weihte die Kirche 1613. Mit dem zweiten Prinz von San Severo, Paolo de Sangro, wurden einige Umbauten vorgenommen, die insbesondere die Fassade betrafen; die Eingriffe wurden vom Architekten und königlichen Bauingenieur Bartolomeo Picchiatti geleitet. Das Portal wurde von Vitale Finelli ausgeführt.
Die Hochzeit des Palastes war im 18. Jahrhundert, als der siebte Prinz von San Severo, Raimondo di Sangro, den Innenraum der Familienkapelle umgestalten und den Palast verschönern ließ. In der Zwischenzeit heiratete der Prinz durch Stellvertreter seine Cousine, Carlotta Gaetani. Bei den Arbeiten im 18. Jahrhundert wurden die Verzierungen im Inneren des Palastes und der Übergang mit Uhr geschaffen, der den Palast mit der Familienkapelle verband. Die unter Raimondo di Sangro 1735 begonnenen Arbeiten wurden unter seinem Sohn, Vincenzo di Sangro, beendet, der die Arbeiten an der Kapelle in den letzten Jahren des 18. Jahrhunderts abschließen ließ. In der Nacht des 28. September 1889 stürzte durch eindringendes Wasser der Teil des Palastes ein, an dem der Übergang errichtet worden war.
Der Palast war die Residenz des Prinzen Gesualdo da Venosa und Schauplatz des tragisch-berühmten Gattinnenmordes.

## Beschreibung
Der Palast ist durch seine Fassade aus dem 16. Jahrhundert gekennzeichnet, in die das Portal von Picchiatti, ausgeführt vom Bildhauer Vitale Finelli aus Carrara eingesetzt ist. Die Fassade erhebt sich über einem Sockel aus Piperno und hat große Fenster mit leicht geformten Rahmen. Direkt darüber schließt ein Hochparterre mit Zwischengeschoss an; ein Gesims trennt das Obergeschoss ab, das Balkone besitzt, an deren Konsolen und Balustraden Elemente aus dem 16. Jahrhundert erhalten sind. Im Stich von Petrini aus dem Jahre 1718 werden sowohl die Existenz eines Zwischengeschosses mit Archivfenstern im Obergeschoss offenbar, als auch ein Dachgeschoss mit rechteckigen Fensteröffnungen im Traufgesims; die vermutlich aus dem 19. Jahrhundert stammende Aufstockung verlieh dem Gebäude einen eher einheitlichen Charakter und ließ jede Spur dieser Elemente verschwinden.
Das Portal, das vollständig in der Zusammenstellung der Fassade zentriert ist, ist durch typische Elemente des späten Manierismus gekennzeichnet, wie z. B. die Verwendung einer Wandverkleidung aus Bossenwerk; die Halbsäulen zeigen Quadertrommeln unterschiedlicher Größe, während die Kapitelle aus weißem Marmor ionisch im Stil Michelangelos sind. Auf dem Schlussstein wurde eine Steintafel ohne Spur irgendeiner Beschriftung angebracht, über der sich das Familienwappen, gerahmt von einem gebrochenen Rundbogengiebel, befindet.
In den Innenhof gelangt man durch das Atrium mit quadratisch verputzten Gewölben, das im 18. Jahrhundert mit Streifen aus Bossenwerk verziert wurde; die thematischen und anthropomorphen Verzierungen werden Giuseppe Sanmartino und Francesco Celebrano zugeschrieben. Weitere Dekorationen von Celebrano sind die „vier Jahreszeiten“, die sich als Fresken im Zwischengeschoss befinden. Vor dem Einsturz des Übergangs gab es in einem Flügel des Palastes bildliche Dekorationen von Belisario Corenzio, die unwiederbringlich beim Einsturz dieses Flügels verlorengingen.